# ۱۸ آذر
۱۸ آذر دویست و شصت و چهارمین روز از سال در گاه‌شماری خورشیدی است. به پایان سال ۱۰۱ روز (۱۰۲ روز در سال کبیسه) باقی‌است.

## رویدادها
- ۱۳۴۰ - هفت تپه - محمد رضا شاه پهلوی کارخانه قند خوزستان را می گشاید. این کارخانه در روز ۳۰۰ تن قند تولید می نماید.
- ۱۳۷۰ - معرفی عراق به عنوان آغازگر و متجاوز و مسئول جنگ علیه ایران توسط سازمان ملل متحد.[۱][۲]
- ۱۳۷۶ - برگزاری هشتمین کنفرانس سران کشورهای اسلامی در تهران.
- 1377 - سالروز چسبیدن آ به ذر
- ۱۳۸۴ - انجام قرعه‌کشی برای جام جهانی فوتبال ۲۰۰۶.
- ۱۴۰۰ - حمله افراد ناشناس به گوهر عشقی در راه مزار ستار بهشتی
- ۱۴۰۳ - سقوط رژیم اسد

## زادروزها
- ۱۲۶۵ - محمد تقی بهار، شاعر، ادیب، نویسنده، روزنامه‌نگار، تاریخ‌نگار و سیاست‌مدار ایرانی
- ۱۳۲۷ - مسعود جعفری جوزانی، کارگردان و فیلم‌ساز ایرانی
- ۱۳۲۹ - شهرزاد، یکی از نخستین فیلمسازان زن در ایران

## مرگ‌ها
- ۱۳۷۷ - محمدجعفر پوینده، یکی از قربانیان قتل‌های زنجیره‌ای ایران
- ۱۳۸۸ - فرامرز پایور، موسیقی‌دان
- ۱۳۹۰ - میرمحمد تجدد، بازیگر سینما و تلویزیون
- ۱۳۹۷ - پیام صابری، بازیگر، کارگردان و چهره‌پرداز سینما و تلویزیون ایرانی.

## مناسبت‌ها
- روز جهانی مبارزه با فساد